# Hurts So Good (singel Astrid S)
„Hurts So Good” – singel norweskiej piosenkarki Astrid S. Został wydany za pośrednictwem wytwórni Island Records 6 maja 2016 roku. Był jednym z dwóch singli wydanych na debiutanckim minialbumie artystki zatytułowanym Astrid S. Był notowany w pierwszej dziesiątce listy przebojów w Norwegii, gdzie zyskał status platynowej płyty.
Pod koniec lipca 2016 zostały wydane cztery remiksy utworu, których autorami byli Sonny Alven, Le P, Rytmeklubben i Broiler.

## Teledysk
Teledysk do utworu został opublikowany w serwisie YouTube 6 maja 2016. Wyreżyserował go Szwed Andreas Öhman. Został nagrany w okolicach Sztokholmu. Zawiera elementy krajobrazu Norwegii.

## Notowania na listach przebojów
| Lista                                   | Najwyższa pozycja |
| --------------------------------------- | ----------------- |
| Belgia (Flandria) (Ultratop 50 Singles) | 41                |
| Belgia (Wallonia) (Ultratip 50 Singles) | 42                |
| Czechy (Singles Digitál Top 100)        | 65                |
| Nowa Zelandia (Top 40 Singles)          | 18                |
| Norwegia (Top 20 Singles)               | 6                 |
| Słowacja (Singles Digitál Top 100)      | 66                |
| Szwecja (Top 60 Singles)                | 41                |

## Certyfikaty
| Kraj                  | Certyfikat      | Sprzedaż |
| --------------------- | --------------- | -------- |
| Norwegia (IFPI Norge) | platynowa płyta | 10 000+  |
| Polska (ZPAV)         | złota płyta     | 25 000+  |